# Буонабитаколо
Буонабитаколо (итал. Buonabitacolo) је насеље у Италији у округу Салерно, региону Кампанија.
Према процени из 2011. у насељу је живело 2013 становника. Насеље се налази на надморској висини од 500 м.

## Становништво
| 1951. | 1961. | 1971. | 1981. | 1991. | 2001. | 2011. |
| ----- | ----- | ----- | ----- | ----- | ----- | ----- |
| 2.853 | 2.799 | 2.483 | 2.538 | 2.825 | 2.581 | 2.571 |